# Old Cataract Hotel
El Sofitel Legend Old Cataract Aswan Hotel, comúnmente conocido como Old Cataract Hotel, es un histórico complejo hotelero de lujo de 5 estrellas de la era colonial británica ubicado a orillas del río Nilo en Asuán, Egipto.

## Historia
El Hotel Cataract fue construido en 1899 por Thomas Cook para albergar a los viajeros europeos que iban a Asuán. En él se han alojado invitados como el zar Nicolás II, Winston Churchill, Howard Carter, Margaret Thatcher, Jimmy Carter, François Mitterrand, la princesa Diana, la reina Noor y Agatha Christie, que ambientó parte de su novela Muerte en el Nilo en este hotel. La película de 1978 de la novela fue filmada en el hotel. El comedor fue añadido en 1902. Su arquitecto fue H. Favarger.
En 1961 se construyó una nueva ala-torre moderna. Se conocía como New Cataract Hotel y funcionó como un zona económica del hotel durante muchos años, mientras que el ala original finalmente pasó a llamarse Old Cataract Hotel. En 1973, el Secretario de Estado de los Estados Unidos, Henry Kissinger, y sus ayudantes se hospedaron en el New Cataract Hotel durante las negociaciones para poner fin a la guerra de Yom Kippur . En la década de 1990, la compañía hotelera francesa Accor asumió la gestión del Old Cataract y el New Cataract, ubicándolos primero en su filial Pullman Hotels y luego en su filial Sofitel.
Ambas alas del hotel estuvieron cerradas de 2008 a 2011 para una restauración completa, durante la cual la torre New Cataract de 1961 se combinó con el ala histórica Old Cataract en un solo hotel. El Old Cataract, que anteriormente tenía 131 habitaciones y ocho suites, pasó a llamarse Palace Wing y se reconstruyó para albergar 76 habitaciones y 45 suites. El New Cataract, que anteriormente tenía 144 habitaciones, pasó a llamarse Nile Wing, reconstruida con 62 habitaciones, incluidas 37 suites, todas con balcón con vista al río. El hotel reabrió el 18 de octubre de 2011 como Sofitel Legend Old Cataract Aswan Hotel.
El canal de televisión egipcio Capital Broadcasting Center usó el Old Cataract como el lugar de rodaje principal de la Grand Hotel en 2016, adaptación de la popular serie española.

## Galería de imágenes

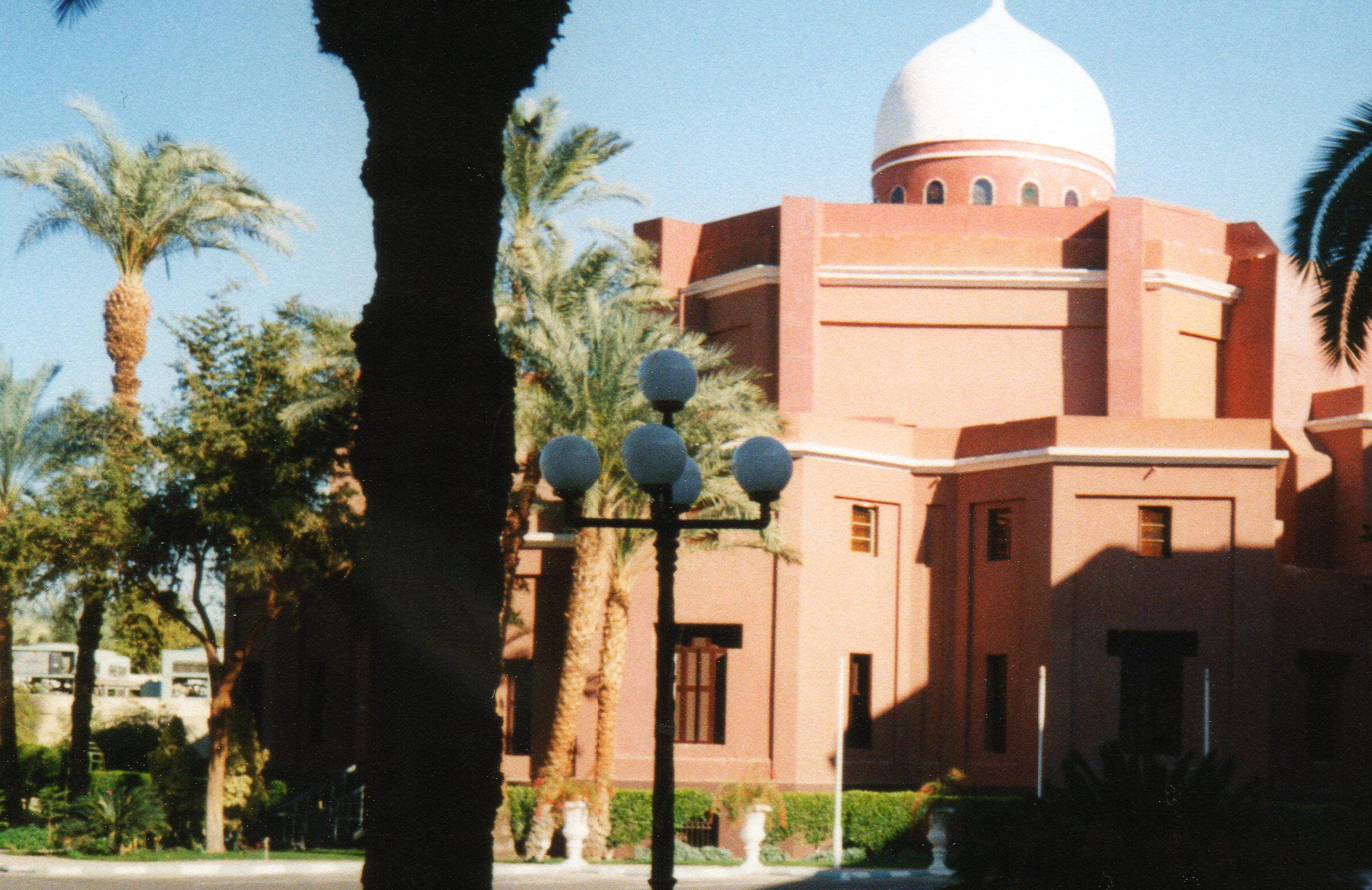
Vista exterior del comedor del Old Cataract.
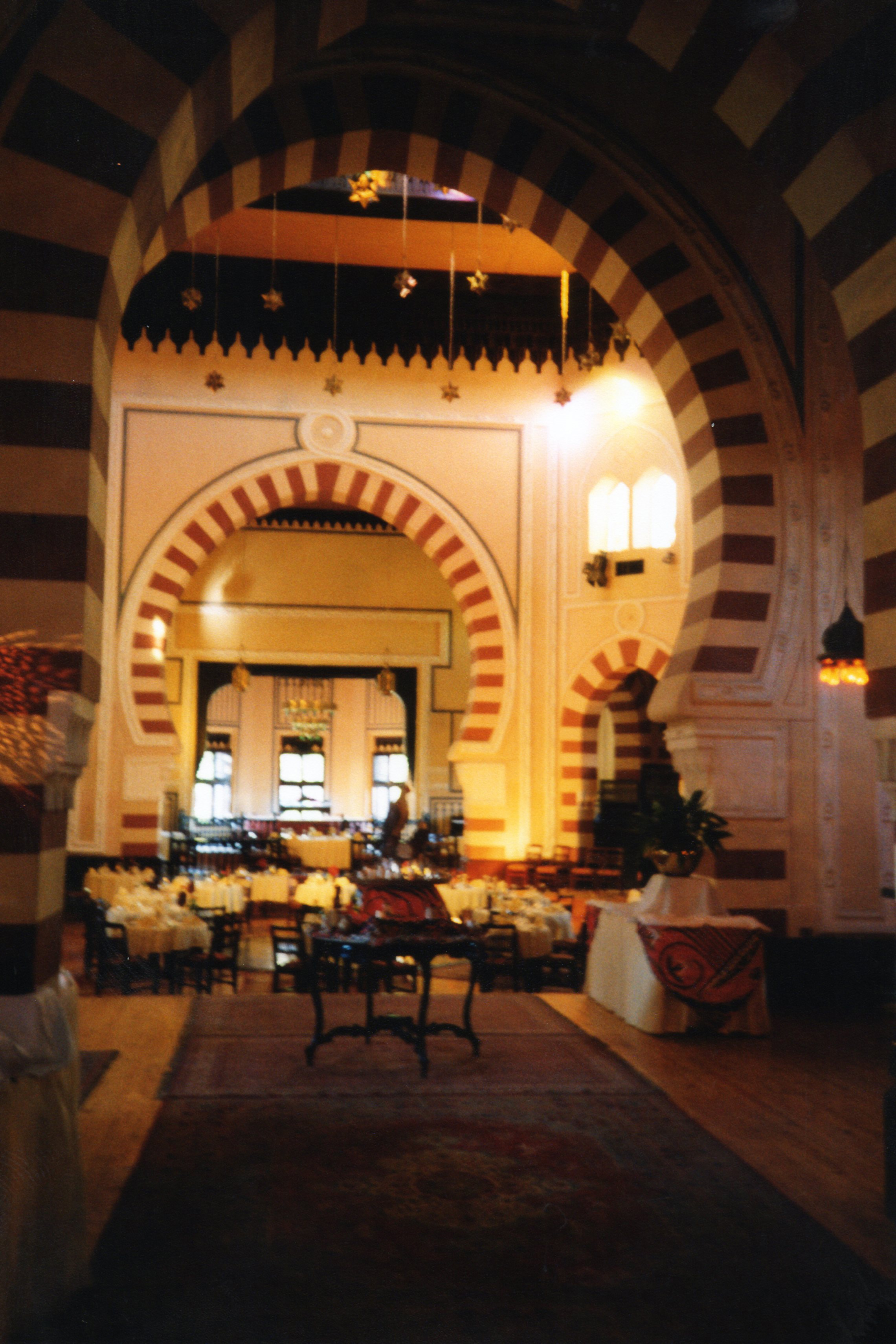
Interior del comedor del hotel.
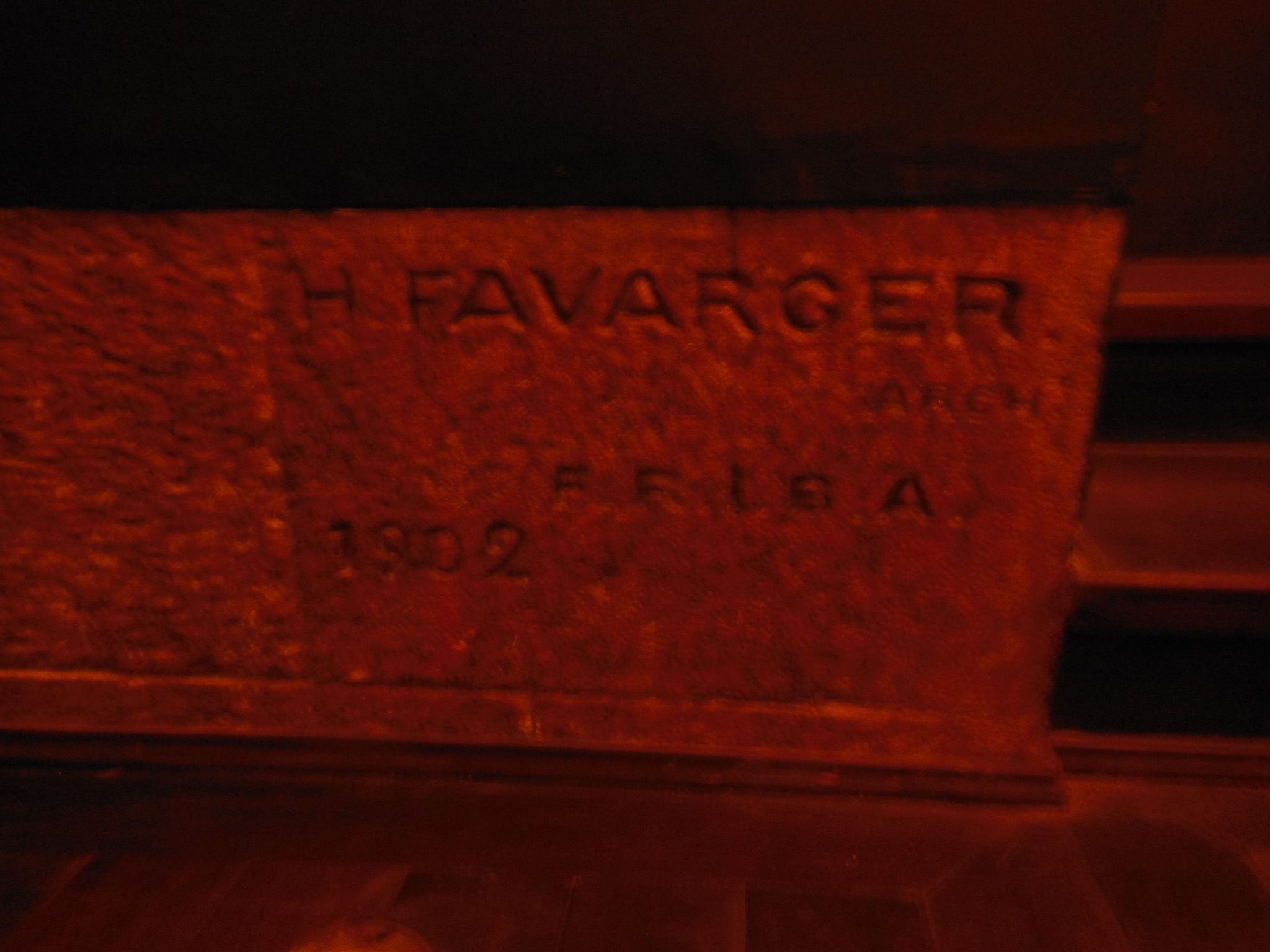
Marca del arquitecto.
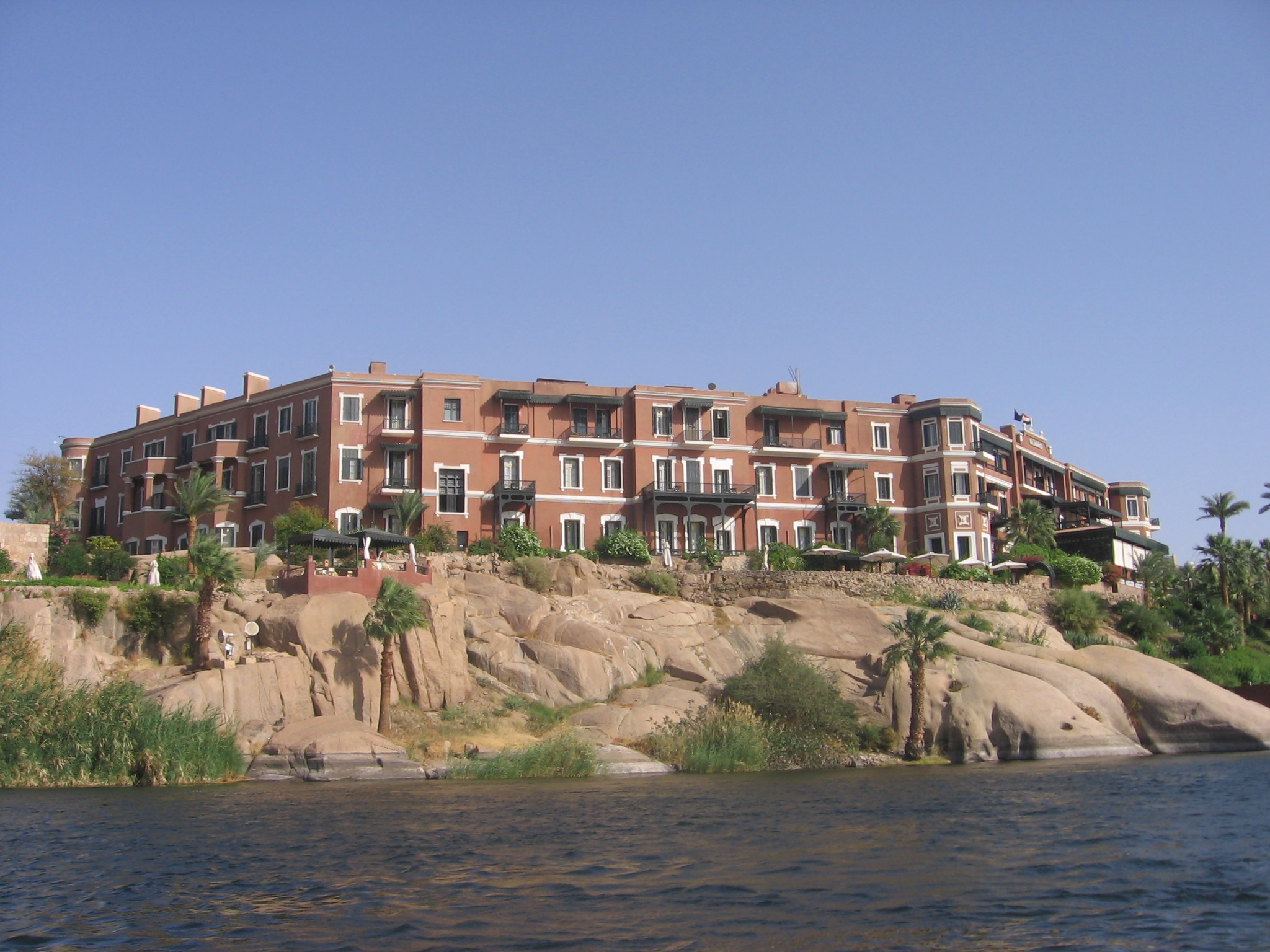
El hotel visto desde el Nilo.